# Hong Kong Open (tennis)
Hong Kong Open (i øjeblikket henholdsvis sponsoreret af Prudential og kaldet Prudential Hong Kong Tennis Open (WTA-turneringen); og sponsoreret af Bank of China (Hong Kong) og kaldet Bank of China Hong Kong Tennis Open (ATP-turneringen)) er en professionel tennisturnering i Hongkong. Arrangeret af Hong Kong Tennis Association finder kvindeturneringen sted hvert år som en del af den asiatiske tenniskalender i starten af oktober, beliggende i Victoria Park, Causeway Bay. Det er en WTA 250-turnering. Mændenes turnering afvikles også hvert år i begyndelsen af januar som en optaktsturnering til Australian Open og kategoriseres som en ATP 250-turnering.
Tidligere kendt som Salem Open, startede Hong Kong Tennis Open i 1973 og løb indtil 2002. Efter en pause på 21 år, blev herreturneringen genstartet i januar 2024. Kvindernes turnering begyndte i 1980, men blev afbrudt to år senere. Den vendte tilbage for en enkelt sæson i 1993, før den blev sat på pause indtil 2014, hvor den blev en fast bestanddel af WTA Tour.

## Resultater

### Damesingle
| År        | Vinder                   | Finalist            | Score               |
| --------- | ------------------------ | ------------------- | ------------------- |
| 1980      | Wendy Turnbull           | Marcie Louie        | 6–0, 6–2            |
| 1981      | Wendy Turnbull (2)       | Sabina Simmonds     | 6–3, 6–4            |
| 1982      | Catrin Jexell            | Alycia Moulton      | 6–3, 7–5            |
| 1983-1992 | Ikke afholdt             | Ikke afholdt        | Ikke afholdt        |
| 1993      | Wang Shi-ting            | Marianne Witmeyer   | 6–4, 3–6, 7–5       |
| 1994-2013 | Ikke afholdt             | Ikke afholdt        | Ikke afholdt        |
| 2014      | Sabine Lisicki           | Karolina Plíšková   | 7–5, 6–3            |
| 2015      | Jelena Janković          | Angelique Kerber    | 3–6, 7–6 (7–4), 6–1 |
| 2016      | Caroline Wozniacki       | Kristina Mladenovic | 6–1, 6–7 (4–7), 6–2 |
| 2017      | Anastasia Pavlyuchenkova | Daria Gavrilova     | 5-7, 6-3, 7-6 (7-3) |
| 2018      | Dayana Yastremska        | Wang Qiang          | 6–2, 6–1            |
| 2019-22   | Ikke afholdt             | Ikke afholdt        | Ikke afholdt        |
| 2023      | Leylah Fernandez         | Kateřina Siniaková  | 3–6, 6–4, 6–4       |
| 2024      | Diana Shnaider           | Katie Boulter       | 6–1, 6–2            |

### Damedouble
| År        | Vinder                               | Finalist                                    | Score               |
| --------- | ------------------------------------ | ------------------------------------------- | ------------------- |
| 1980      | Wendy Turnbull Sharon Walsh          | Silvana Urroz Penny Johnson                 | 6–1, 6–2            |
| 1981      | Ann Kiyomura Sharon Walsh (2)        | Anne Hobbs Susan Leo                        | 6–3, 6–4            |
| 1982      | Alycia Moulton Laura duPont          | Yvonne Vermaak Jennifer Mundel-Reinbold     | 6–2, 4–6, 7–5       |
| 1983-1992 | Ikke afholdt                         | Ikke afholdt                                | Ikke afholdt        |
| 1993      | Karin Kschwendt Rachel McQuillan     | Debbie Graham Marianne Witmeyer             | 1–6, 7–6 (7–4), 6–2 |
| 1994-2013 | Ikke afholdt                         | Ikke afholdt                                | Ikke afholdt        |
| 2014      | Karolina Plíšková Kristýna Plíšková  | Patricia Mayr-Achleitner Arina Rodionova    | 6-2, 2-6, [12-10]   |
| 2015      | Alizé Cornet Yaroslava Shvedova      | Lara Arruabarrena Andreja Klepač            | 7–5, 6–4            |
| 2016      | Chan Hao-ching Chan Yung-jan         | Naomi Broady Heather Watson                 | 6–3, 6–1            |
| 2017      | Chan Hao-ching (2) Chan Yung-jan (2) | Lu Jiajing Wang Qiang                       | 6–1, 6–1            |
| 2018      | Samantha Stosur Zhang Shuai          | Shuko Aoyama Lidziya Marozava               | 6–4, 6–4            |
| 2019-22   | Ikke afholdt                         | Ikke afholdt                                | Ikke afholdt        |
| 2023      | Tang Qianhui Tsao Chia-yi            | Oksana Kalashnikova · Aliaksandra Sasnovich | 7-5, 1-6, [11-9]    |
| 2024      | Ulrikke Eikeri Makoto Ninomiya       | Shuko Aoyama Eri Hozumi                     | 6–4, 4–6, [11–9]    |

### Herresingle
| Year    | Vinder              | Finalist            | Score                   |
| ------- | ------------------- | ------------------- | ----------------------- |
| 1973    | Rod Laver           | Charlie Pasarell    | 6–3, 3–6, 6–2, 6–2      |
| 1974    | Aflyst grundet regn | Aflyst grundet regn | Aflyst grundet regn     |
| 1975    | Tom Gorman          | Sandy Mayer         | 6–3, 6–1, 6–1           |
| 1976    | Ken Rosewall        | Ilie Năstase        | 1–6, 6–4, 7–6, 6–0      |
| 1977    | Ken Rosewall (2)    | Tom Gorman          | 6–3, 5–7, 6–4, 6–4      |
| 1978    | Eliot Teltscher     | Pat DuPré           | 6–4, 6–3, 6–2           |
| 1979    | Jimmy Connors       | Pat DuPré           | 7–5, 6–3, 6–1           |
| 1980    | Ivan Lendl          | Brian Teacher       | 5–7, 7–6, 6–3           |
| 1981    | Van Winitsky        | Mark Edmondson      | 6–4, 6–7, 6–4           |
| 1982    | Pat DuPré           | Morris Skip Strode  | 6–3, 6–3                |
| 1983    | Wally Masur         | Sammy Giammalva Jr. | 6–1, 6–1                |
| 1984    | Andrés Gómez        | Tomáš Šmíd          | 6–3, 6–2                |
| 1985    | Andrés Gómez (2)    | Aaron Krickstein    | 6–3, 6–3, 3–6, 6–4      |
| 1986    | Ramesh Krishnan     | Andrés Gómez        | 7–6, 6–0, 7–5           |
| 1987    | Eliot Teltscher (2) | John Fitzgerald     | 6–7, 3–6, 6–1, 6–2, 7–5 |
| 1988–89 | Ikke afholdt        | Ikke afholdt        | Ikke afholdt            |
| 1990    | Pat Cash            | Alex Antonitsch     | 6–3, 6–4                |
| 1991    | Richard Krajicek    | Wally Masur         | 6–2, 3–6, 6–3           |
| 1992    | Jim Courier         | Michael Chang       | 7–5, 6–3                |
| 1993    | Pete Sampras        | Jim Courier         | 6–3, 6–7(1–7), 7–6(7–2) |
| 1994    | Michael Chang       | Pat Rafter          | 6–1, 6–3                |
| 1995    | Michael Chang       | Jonas Björkman      | 6–3, 6–1                |
| 1996    | Pete Sampras (2)    | Michael Chang       | 6–4, 3–6, 6–4           |
| 1997    | Michael Chang (3)   | Pat Rafter          | 6–3, 6–3                |
| 1998    | Kenneth Carlsen     | Byron Black         | 6–2, 6–0                |
| 1999    | Andre Agassi        | Boris Becker        | 6–7(4–7), 6–4, 6–4      |
| 2000    | Nicolas Kiefer      | Mark Philippoussis  | 7–6(7–4), 2–6, 6–2      |
| 2001    | Marcelo Ríos        | Rainer Schüttler    | 7–6(7–3), 6–2           |
| 2002    | Juan Carlos Ferrero | Carlos Moyá         | 6–3, 1–6, 7–6(7–4)      |
| 2003–23 | Ikke afholdt        | Ikke afholdt        | Ikke afholdt            |
| 2024    | Andrey Rublev       | Emil Ruusuvuori     | 6–4, 6–4                |
| 2025    | Alexandre Müller    | Kei Nishikori       | 2–6, 6–1, 6–3           |

### Herredouble
| Year    | Vinder                                 | Finalist                          | Score               |
| ------- | -------------------------------------- | --------------------------------- | ------------------- |
| 1973    | Colin Dibley Rod Laver                 | Paul Gerken Brian Gottfried       | 6–3, 5–7, 17–15     |
| 1974    | Aflyst grundet regn                    | Aflyst grundet regn               | Aflyst grundet regn |
| 1975    | Tom Okker Ken Rosewall                 | Bob Carmichael Sandy Mayer        | 6–3, 6–4            |
| 1976    | Hank Pfister Butch Walts               | Anand Amritraj Ilie Năstase       | 6–4, 6–2            |
| 1977    | Syd Ball Kim Warwick                   | Marty Riessen Roscoe Tanner       | 7–6, 6–3            |
| 1978    | Mark Edmondson John Marks              | Hank Pfister Brad Rowe            | 5–7, 7–6, 6–1       |
| 1979    | Pat DuPré Robert Lutz                  | Steve Denton Mark Turpin          | 6–3, 6–4            |
| 1980    | Peter Fleming Ferdi Taygan             | Bruce Manson Brian Teacher        | 7–5, 6–2            |
| 1981    | Chris Dunk Chris Mayotte               | Marty Davis Brad Drewett          | 6–4, 7–6            |
| 1982    | Charles Buzz Strode Morris Skip Strode | Kim Warwick Van Winitsky          | 6–4, 3–6, 6–2       |
| 1983    | Drew Gitlin Craig Miller               | Sammy Giammalva Jr. Steve Meister | 6–2, 6–2            |
| 1984    | Ken Flach Robert Seguso                | Mark Edmondson Paul McNamee       | 6–7, 6–3, 7–5       |
| 1985    | Brad Drewett Kim Warwick (2)           | Jakob Hlasek Tomáš Šmíd           | 3–6, 6–4, 6–2       |
| 1986    | Mike De Palmer Gary Donnelly           | Pat Cash Mark Kratzmann           | 7–6, 6–7, 7–5       |
| 1987    | Mark Kratzmann Jim Pugh                | Marty Davis Brad Drewett          | 6–7, 6–4, 6–2       |
| 1988–89 | Ikke afholdt                           | Ikke afholdt                      | Ikke afholdt        |
| 1990    | Pat Cash Wally Masur                   | Kevin Curren Joey Rive            | 6–3, 6–3            |
| 1991    | Patrick Galbraith Todd Witsken         | Glenn Michibata Robert Van't Hof  | 6–2, 6–4            |
| 1992    | Brad Gilbert Jim Grabb                 | Byron Black Byron Talbot          | 6–2, 6–1            |
| 1993    | David Wheaton Todd Woodbridge          | Sandon Stolle Jason Stoltenberg   | 6–1, 6–3            |
| 1994    | Jim Grabb (2) Brett Steven             | Jonas Björkman Pat Rafter         | W/O                 |
| 1995    | Tommy Ho Mark Philippoussis            | John Fitzgerald Anders Järryd     | 6–1, 6–7, 7–6       |
| 1996    | Patrick Galbraith (2) Andrei Olhovskiy | Kent Kinnear Dave Randall         | 6–3, 6–7, 7–6       |
| 1997    | Martin Damm Daniel Vacek               | Karsten Braasch Jeff Tarango      | 6–3, 6–4            |
| 1998    | Byron Black Alex O'Brien               | Neville Godwin Tuomas Ketola      | 7–5, 6–1            |
| 1999    | James Greenhalgh Grant Silcock         | Andre Agassi David Wheaton        | W/O                 |
| 2000    | Wayne Black Kevin Ullyett              | Dominik Hrbatý David Prinosil     | 6–1, 6–2            |
| 2001    | Karsten Braasch André Sá               | Petr Luxa Radek Štěpánek          | 6–0, 7–5            |
| 2002    | Jan-Michael Gambill Graydon Oliver     | Wayne Arthurs Andrew Kratzmann    | 6–7, 6–4, 7–6       |
| 2003–23 | Ikke afholdt                           | Ikke afholdt                      | Ikke afholdt        |
| 2024    | Marcelo Arévalo Mate Pavić             | Sander Gillé Joran Vliegen        | 7–6(7–3), 6–4       |
| 2025    | Sander Arends Luke Johnson             | Karen Khachanov Andrey Rublev     | 7–5, 6–4, [10–7]    |